# Thomas Hill (peintre)
Pour les articles homonymes, voir Thomas Hill (homonymie) et Hill.
Thomas Hill (11 septembre 1829 - 30 juin 1908) est un peintre américain du XIXe siècle, qui réalisa de nombreux tableaux du paysage californien, en particulier de la Vallée de Yosemite, ainsi que des Montagnes Blanches (New Hampshire).

## Biographie
Thomas Hill est né en Angleterre le 11 septembre 1829. Il émigra à l'âge de 15 ans vers les États-Unis avec sa famille ; ils s'installèrent à Taunton (Massachusetts). En 1851, il épousa Charlotte Elizabeth Hawkins. Ils eurent neuf enfants.
À l'âge de 24 ans, Hill suivit des cours du soir à la Pennsylvania Academy of the Fine Arts (PAFA) et eut pour professeur le peintre américain Peter Frederick Rothermel (1812–1895). Durant ces années d'études, Hill voyagea jusqu'aux Montagnes Blanches du New Hampshire dès 1854 et les esquissa comme d'autres membres de la Hudson River School, comme Benjamin Champney. En 1856, Hill et sa famille déménagèrent à San Francisco, en Californie.
Avec le peintre Virgil Williams et le photographe Carleton Watkins, Hill effectua son premier voyage dans la Vallée de Yosemite Valley en 1865. L'année suivante il voyagea sur le côte est, où il s'établit avec sa famille, et en Europe ; il continua néanmoins à passer de longs séjours à l'Ouest pour peindre et assister aux réunions de la San Francisco Art Association. Ensuite, il retourna avec sa famille à San Francisco en 1873. Il effectua des excursions à Yosemite, au Mont Shasta, retourna dans l'Est aux Montagnes Blanches, tout en créant sa galerie d'art et un magasin d'art. Il fut brièvement director par intérim de la SFAA School of Design puis alla en Alaska pour une commission de John Muir. Il vivait alors sur ses investissements boursiers ainsi que de son art. Son mariage prit fin dans les années 1880. Vers la fin de sa vie, il possédait un atelier près du Wawona Hotel de Yosemite, un bâtiment aujourd'hui appelé le Wawona Visitor Center. Après un accident vasculaire cérébral, il quitta la Vallée et voyagea le long de la côte de Californie, en s'arrêtant à Coronado, San Diego et Santa Barbara. Il est mort à Raymond, California, le 30 juin 1908, et est enterré au Mountain View Cemetery d'Oakland.

## Œuvre

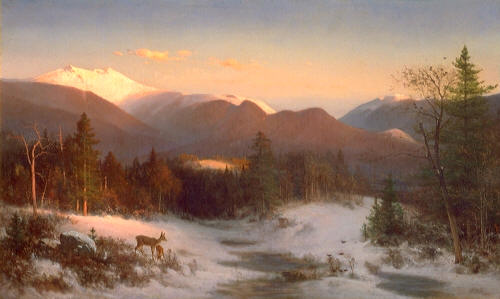
Le Mont Lafayette en hiver (1870)
Collection particulière

Hill est un peintre proche de l'Hudson River School. Il resta très attaché à la peinture des Montagnes Blanches durant toute sa carrière ; on le voit à travers des tableaux comme Le Mont Lafayette en hiver. Hill acquit la technique de la peinture en plein air ; ces peintures, faites sur le terrain, servaient d'esquisses à des tableaux plus grands.
L'arrivée en Californie en 1861 lui donna de nouveaux matériaux pour sa peinture. Il appréciait les vues et les paysages monumentaux, à l'instar de Yosemite. Durant sa vie, ses peintures furent populaires en Californie et pouvaient s'élever à 10 000 US$. Ses plus réussies sont celles du Great Canon of the Sierra, de Yosemite, des Vernal Falls et de Yosemite Valley.
Sa Vue de la Vallée de Yosemite de 1865 fut choisie comme arrière-plan de la table principale lors du repas inaugural de l'Investiture de Barack Obama en 2009, pour commémorer la signature en 1864 par Abraham Lincoln du Yosemite Grant. Mais The Last Spike (1881) est son tableau le plus connu ; il représente la cérémonie de jonction à Promontory Summit entre les chemins de fer de l'Union Pacific Railroad et la Central Pacific Railroad, constituant ainsi le premier chemin de fer transcontinental des États-Unis. Il est exposé au California State Railroad Museum de Sacramento.

## Galerie

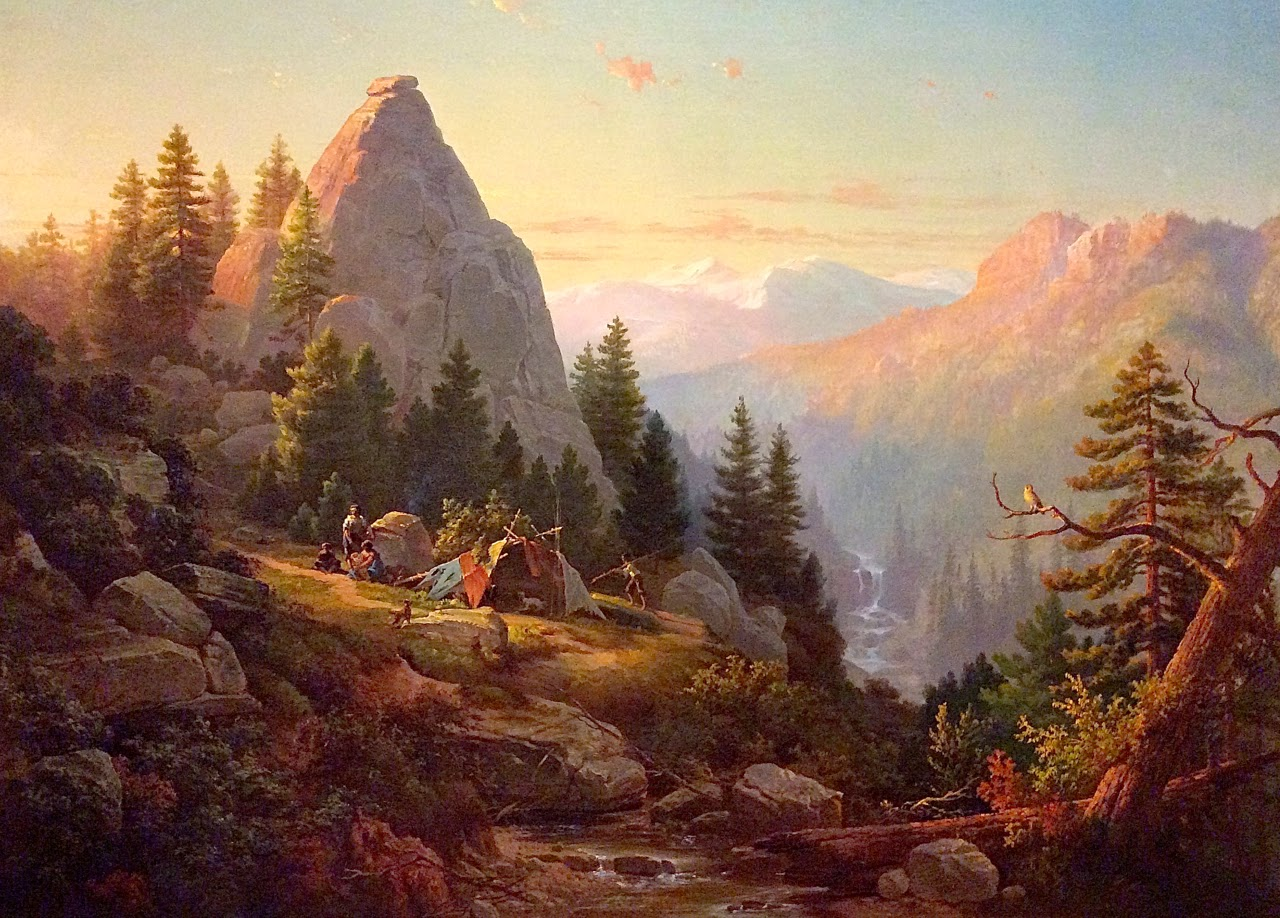
Sugar Loaf Peak, El Dorado County (1865) Crocker Art Museum, Sacramento, Californie
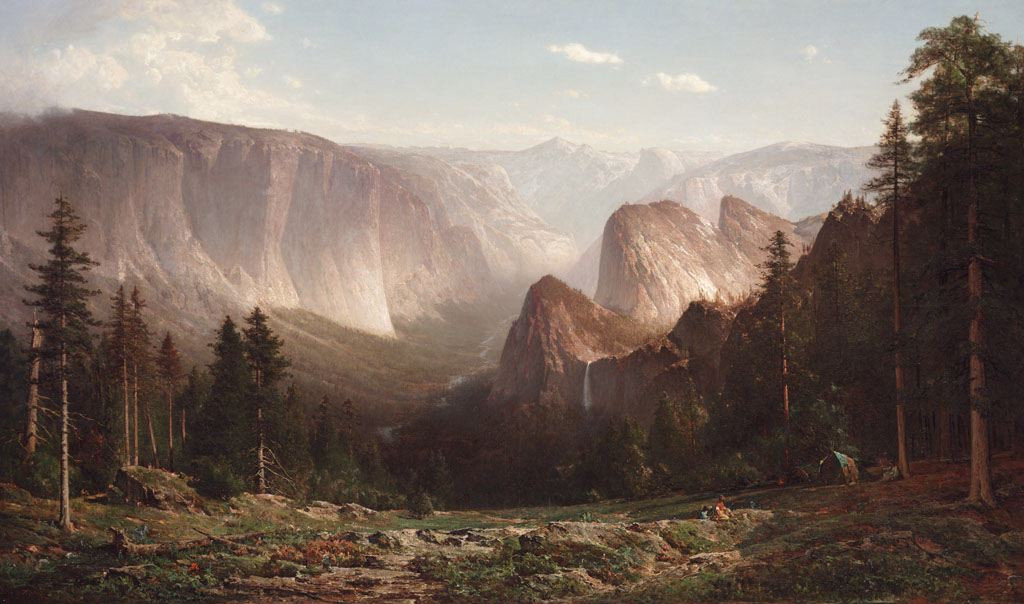
Great Canyon of the Sierra, Yosemite (1872) Crocker Art Museum, Sacramento, Californie
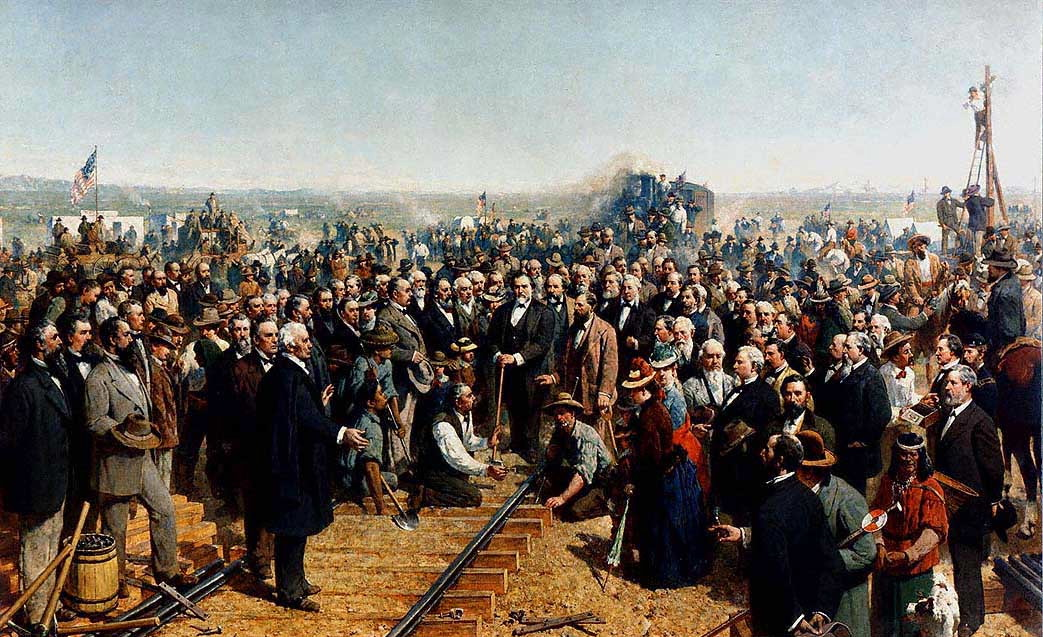
The Last Spike (1881) California State Railroad Museum, Sacramento, Californie
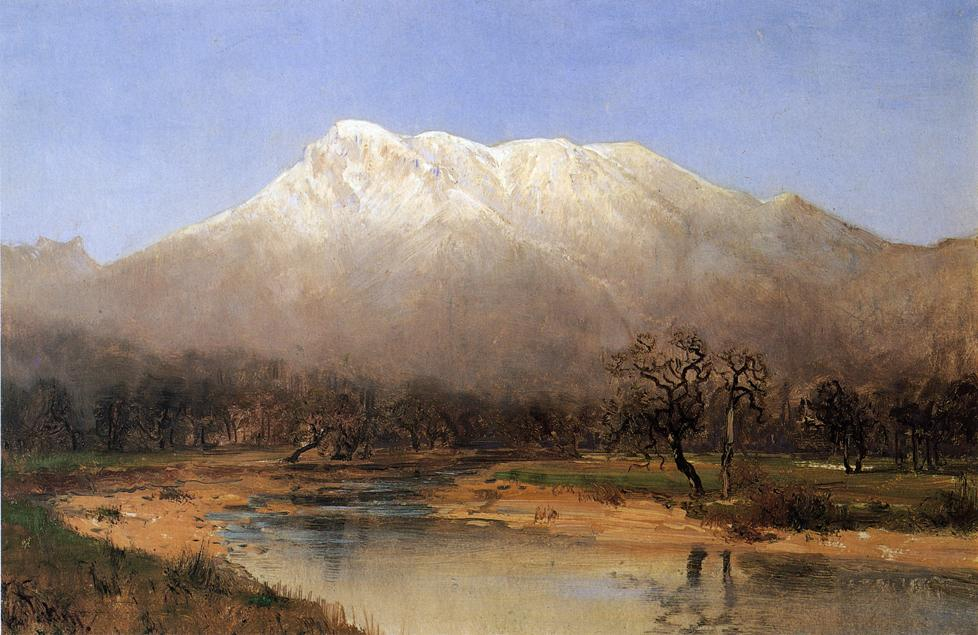
Mount St. Helena, Napa Valley (1887) Collection particulière
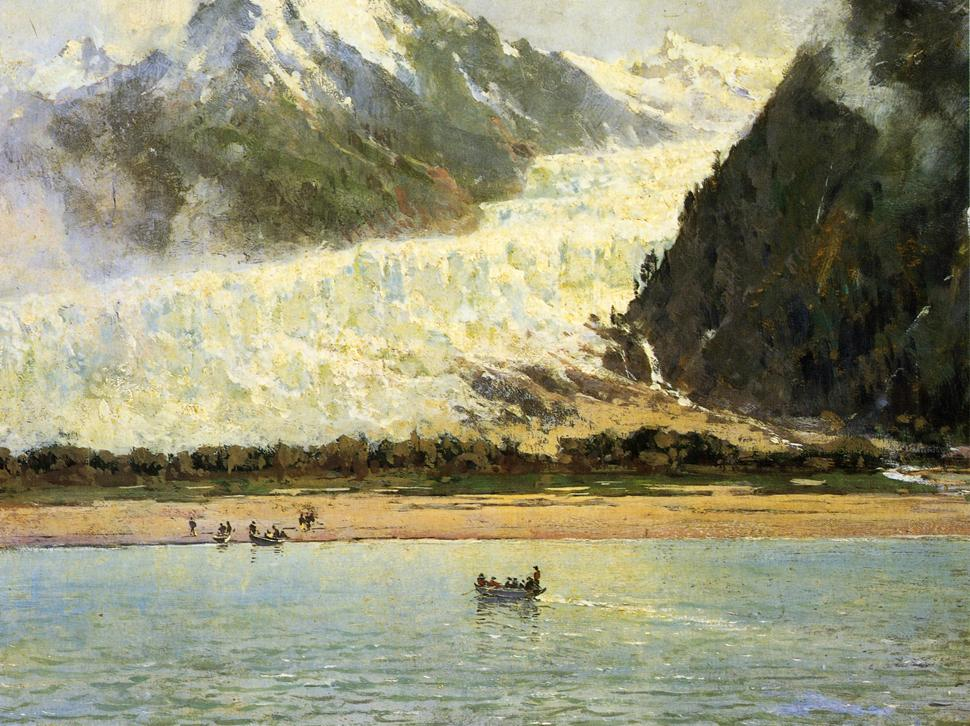
The Davidson Glacier (1888) Gilcrease Museum, Tulsa, Oklahoma
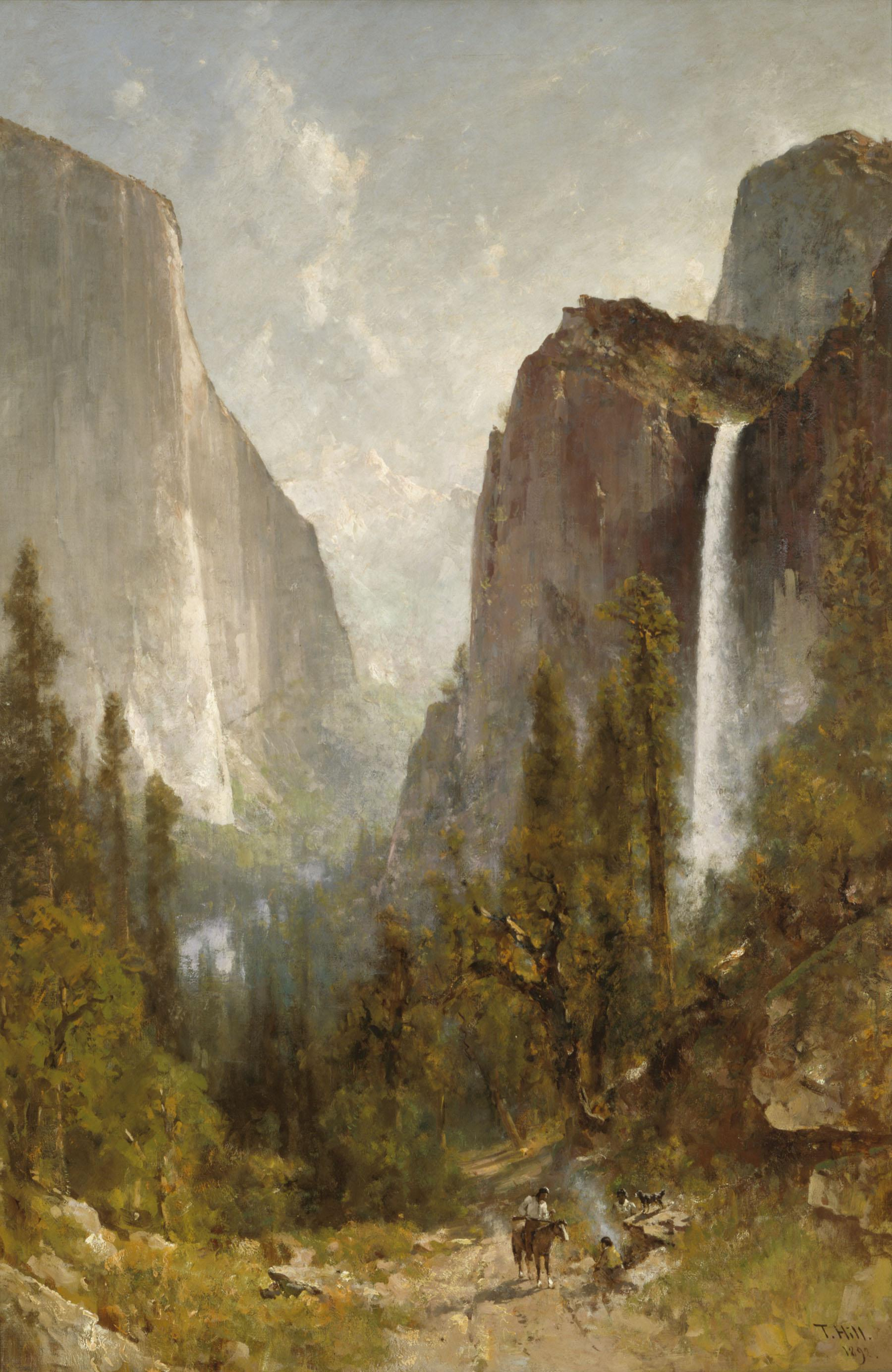
Bridal Veil Falls, Yosemite Valley (1892) Oakland Museum of California, Oakland, Californie

## Sources
- (en) Cet article est partiellement ou en totalité issu de l’article de Wikipédia en anglais intitulé « Thomas Hill (painter) » (voir la liste des auteurs).